# 宮田英明
宮田 英明（みやた ひであき、1972年6月12日 - ）は、日本の元陸上競技選手（短距離走）。元100m日本記録保持者。

## 来歴
群馬県出身。
東京農業大学第二高等学校3年生時の1990年に、全国高等学校総合体育大会陸上競技大会（インターハイ））の100mに10秒49で優勝。同年おこなわれた第45回国民体育大会の100mでは、10秒27の日本新記録を樹立した。同校陸上競技部は鳥羽完治の指導の下、先輩の不破弘樹も在学中に100mで日本タイ記録を達成している（同じく先輩の太田裕久は高校卒業後に日本タイ記録達成）。
高校卒業後は日本大学に進学する。在学中に1993年夏季ユニバーシアードの代表選手に選ばれ、4×100mリレーに井上悟、杉本龍勇、鈴木久嗣とともに出場した。同年には1993年世界陸上競技選手権大会でも4×100mリレー代表となっている。
1994年、4年時の日本学生陸上競技対校選手権大会（インカレ）では200mで優勝した。

## 自己記録
- 100m 10秒27